# SC Germania Erftstadt-Lechenich
Der SC Germania Erftstadt-Lechenich ist ein deutscher Fußballverein aus Erftstadt, dessen 1. Mannschaft von 2012 bis 2015 in der fünftklassigen Mittelrheinliga spielte. Das Stadion Hennes Weißweiler Sportpark im Stadtteil Lechenich fasst 1.500 Zuschauer und ist seit 2011 mit einem Kunstrasenplatz ausgestattet. 2019 bekommt der Platz eine Tribüne, womit 500 Sitzplätze vorhanden sein werden.

## Geschichte
2012 unterlag der FC Erftstadt im Finale des Bitburger-Pokals in Bonn gegen den FC Hennef 05 mit 0:3. Am 1. Juli 2012 fusionierte der in die Mittelrheinliga aufgestiegene Landesligist FC Erftstadt mit dem Verein SC Germania Lechenich zum neuen Verein SC Germania Erftstadt-Lechenich.

## Ligazugehörigkeit seit 2002

### FC Erftstadt (bis 2012)
- 2002/03 Bezirksliga Mittelrhein (7. Liga)
- 2003–2007 Landesliga Mittelrhein (6. Liga)
- 2007–2010 Bezirksliga Mittelrhein (7. Liga, 2008-10 8. Liga)
- 2010–2012 Landesliga Mittelrhein (7. Liga)

### SC Germania Lechenich (bis 2012)
- 2002–2011 Kreisliga B Euskirchen (9. Liga, ab 2008 10. Liga)
- 2011/12 Kreisliga A Euskirchen (9. Liga)

### SC Germania Erftstadt-Lechenich (ab 2012)
- 2012–2015 Mittelrheinliga (5. Liga)
- 2015–2025 Landesliga Mittelrhein (6. Liga)
- seit 2025 Bezirksliga Mittelrhein (7. Liga)